# 拉皮爾鎮區 (密歇根州)
拉皮爾鎮區（英語：Lapeer Township）是位於美國密歇根州拉皮爾縣的一個行政鎮區。

## 地方資料
拉皮爾鎮區的面積為83.70平方千米，當中陸地面積為82.90平方千米，而水域面積為0.80平方千米。根據2020年美國人口普查的數據，當地共有人口4956人，而人口密度為每平方千米59.21人。